# مات بارنز (لاعب هوكي الجليد)
مات بارنز هو لاعب هوكي الجليد كندي، ولد في 25 يوليو 1974 في برانتفورد في كندا.

## وصلات خارجية
- مات بارنز على موقع EliteProspects.com (الإنجليزية)
- مات بارنز على موقع HockeyDB.com (الإنجليزية)